# Call of Duty (серія відеоігор)
Call of Duty (укр. «Поклик Обов'язку») — серія відеоігор у жанрі шутера від першої особи, присвячених Другій світовій війні, холодній війні, боротьбі з тероризмом, гіпотетичній Третій світовій війні, майбутнім та космічним війнам. Серія складається з сімнадцяти основних ігор і дванадцяти відгалужень. Спочатку серія створювалася для ПК, пізніше вона стала видаватись на ігрових консолях і портативних пристроях.
Ігри серії Call of Duty видаються компаніями Activision і Aspyr Media (остання займається виданням для платформи Apple macOS). Основні ігри серії створюються компаніями Infinity Ward, Treyarch, Sledgehammer Games, Raven Software. У створенні інших версій і видань гри в різний час брали участь Gray Matter Interactive, Spark Unlimited, Pi Studios і Amaze Entertainment із застосуванням великого числа різних технологій.
Крім самих ігор виробляються інша продукція під франшизою Call of Duty. Компанія Plan-B Toys випускає статуетки з гри, Upper Deck — картярські набори для гри, а WildStorm займається виданням коміксів.

## Ігри серії
Основні ігри серії виділено жирним шрифтом
| Назва                                              | Рік  | Розробники                                                                      | Платформи                   | Платформи                                               | Платформи               |
| Назва                                              | Рік  | Розробники                                                                      | Персональні комп'ютери (PC) | Ігрові приставки                                        | Портативні пристрої     |
| -------------------------------------------------- | ---- | ------------------------------------------------------------------------------- | --------------------------- | ------------------------------------------------------- | ----------------------- |
| Call of Duty                                       | 2003 | Infinity Ward, Aspyr Media, Nokia                                               | Windows, macOS              | —                                                       | N-Gage                  |
| Call of Duty: United Offensive                     | 2004 | Gray Matter Interactive, Treyarch                                               | Windows, macOS              | —                                                       | —                       |
| Call of Duty: Finest Hour                          | 2004 | Spark Unlimited                                                                 | —                           | PlayStation 2, Xbox, GameCube                           | —                       |
| Call of Duty 2                                     | 2005 | Infinity Ward, Aspyr Media, Verizon Wireless                                    | Windows, macOS              | Xbox 360                                                | Windows Mobile, Java ME |
| Call of Duty 2: Big Red One                        | 2005 | Gray Matter Interactive, Treyarch                                               | —                           | PlayStation 2, Xbox, GameCube                           | —                       |
| Call of Duty 3                                     | 2006 | Treyarch, Pi Studios                                                            | —                           | PlayStation 2, PlayStation 3,Xbox, Xbox 360, Wii        | Java ME                 |
| Call of Duty: Roads to Victory                     | 2007 | Amaze Entertainment                                                             | —                           | —                                                       | PlayStation Portable    |
| Call of Duty 4: Modern Warfare                     | 2007 | Infinity Ward                                                                   | Windows, macOS              | PlayStation 3, Xbox 360, Wii                            | DS, Java ME             |
| Call of Duty: World at War                         | 2008 | Treyarch, Arkane Studios, Exakt Entertainment, Glu Mobile                       | Windows                     | PlayStation 3, Xbox 360, Wii                            | DS, Java ME             |
| Call of Duty: World at War — Final Fronts          | 2008 | Rebellion Developments                                                          | —                           | PlayStation 2                                           | —                       |
| Call of Duty: World at War — Zombies               | 2009 | Ideaworks Gamestudios                                                           | —                           | —                                                       | iOS                     |
| Call of Duty: Modern Warfare 2                     | 2009 | Infinity Ward, n-Space, Glu Mobile                                              | Windows                     | PlayStation 3, Xbox 360                                 | DS, Java ME             |
| Call of Duty Classic                               | 2009 | Infinity Ward, Aspyr Media                                                      | —                           | PlayStation 3, Xbox 360                                 |                         |
| Call of Duty: Black Ops                            | 2010 | Treyarch, Aspyr Media, n-Space                                                  | Windows, macOS              | PlayStation 3, Xbox 360, Wii                            | DS, Java ME             |
| Call of Duty: Black Ops — Zombies                  | 2011 | Ideaworks Gamestudios                                                           | —                           | —                                                       | iOS, Android            |
| Call of Duty: Modern Warfare 3                     | 2011 | Infinity Ward, Sledgehammer Games, Raven Software, Neversoft, Treyarch, n-Space | Windows                     | PlayStation 3, Xbox 360, Wii                            | DS                      |
| Call of Duty: Black Ops II                         | 2012 | Treyarch                                                                        | Windows                     | PlayStation 3, Xbox 360, Wii U                          |                         |
| Call of Duty: Black Ops Declassified               | 2012 | Nihilistic Software                                                             | —                           | —                                                       | PlayStation Vita        |
| Call of Duty Online                                | 2013 | Activision Shanghai, Raven Software                                             | Windows                     |                                                         |                         |
| Call of Duty: Strike Team                          | 2013 | The Blast Furnace                                                               | —                           | —                                                       | iOS, Android            |
| Call of Duty: Ghosts                               | 2013 | Infinity Ward, Raven Software, Neversoft, Treyarch                              | Windows                     | PlayStation 3, PlayStation 4, Xbox 360, Xbox One, Wii U |                         |
| Call of Duty: Heroes                               | 2014 | Faceroll Games                                                                  | Windows                     | —                                                       | iOS, Android            |
| Call of Duty: Advanced Warfare                     | 2014 | Sledgehammer Games, Raven Software, High Moon Studios                           | Windows                     | PlayStation 3, PlayStation 4, Xbox 360, Xbox One        | —                       |
| Call of Duty: Black Ops III                        | 2015 | Treyarch, Beenox, Mercenary Technology                                          | Windows                     | PlayStation 3, PlayStation 4, Xbox 360, Xbox One        | —                       |
| Call of Duty: Modern Warfare Remastered            | 2016 | Raven Software, Beenox, High Moon Studios                                       | Windows                     | PlayStation 4, Xbox One                                 | —                       |
| Call of Duty: Infinite Warfare                     | 2016 | Infinity Ward, High Moon Studios                                                | Windows                     | PlayStation 4, Xbox One                                 | —                       |
| Call of Duty: WWII                                 | 2017 | Sledgehammer Games, Raven Software                                              | Windows                     | PlayStation 4, Xbox One                                 | —                       |
| Call of Duty: Black Ops 4                          | 2018 | Treyarch, Beenox, Raven Software                                                | Windows                     | PlayStation 4, Xbox One                                 | —                       |
| Call of Duty: Modern Warfare (2019)                | 2019 | Infinity Ward                                                                   | Windows                     | PlayStation 4, Xbox One                                 | —                       |
| Call of Duty: Mobile                               | 2019 | Tencent Games, Timi Studio Group                                                | —                           | —                                                       | iOS, Android            |
| Call of Duty: Warzone                              | 2020 | Infinity Ward                                                                   | Windows                     | PlayStation 4, Xbox One                                 | —                       |
| Call of Duty: Modern Warfare 2 Campaign Remastered | 2020 | Beenox                                                                          | Windows                     | PlayStation 4, Xbox One                                 | —                       |
| Call of Duty: Black Ops Cold War                   | 2020 | Treyarch, Raven Software                                                        | Windows                     | PlayStation 4, PlayStation 5, Xbox One, Xbox Series     | —                       |
| Call of Duty: Vanguard                             | 2021 | Sledgehammer Games Treyarch                                                     | Windows                     | PlayStation 4, PlayStation 5, Xbox One, Xbox Series X/S | —                       |
| Call of Duty: Modern Warfare II                    | 2022 | Infinity Ward                                                                   | Windows                     | PlayStation 4, PlayStation 5, Xbox One, Xbox Series X/S | —                       |
| Call of Duty: Warzone 2.0                          | 2022 | Infinity Ward                                                                   | Windows                     | PlayStation 4, PlayStation 5, Xbox One, Xbox Series X/S | —                       |
| Call of Duty: Warzone Mobile                       | 2023 | Digital Legends Entertainment                                                   | —                           | —                                                       | iOS, Android            |
| Call of Duty: Modern Warfare III                   | 2023 | Sledgehammer Games                                                              | Windows                     | PlayStation 4, PlayStation 5, Xbox One, Xbox Series X/S | —                       |

## Основні ігри

### Call of Duty
Call of Duty — шутер від першої особи на тему Другої світової війни, перша гра в однойменній серії. Гра була розроблена компанією Infinity Ward та видана компанією Activision 29 жовтня 2003 року для платформи РС. Гра заснована на гральному рушію Quake III: Team Arena. Версія для Mac OS X була розроблена Aspyr Media. У кінці 2004 року версія для платформи N-Gage була розроблена Nokia та видана Activision. Крім стандартної версії, були також представлені Collector's Edition (з саундтреком та буклетом), Game of the Year Edition (з оновленнями) та Deluxe Edition (входило доповнення United Offensive та саундтрек; у Європі саундтрек не був доступний).
Тема і геймплей Call of Duty схожі з Medal of Honor, яка також складається з одиночних місій та кампаній, проте, на відміну від Medal of Honor, війну у можна побачити не лише очима американського солдата, але також радянського та англійського.
Відмінністю від інших ігор є те, що в одиночній грі гравця майже завжди підтримують декілька керованих комп'ютером союзних солдатів в кількості від одного солдата (у деяких місіях британської кампанії) до цілого полку (у радянській кампанії). Це робить гру цікавішою і реалістичнішою, на відміну від багатьох ігор, в якій гравець б'ється сам.
З 12 листопада 2007 року Call of Duty та її сиквели доступні для завантаження через сервіс Steam.

### Call of Duty 2
Call of Duty 2 — культова комп'ютерна гра в жанрі шутер від першої особи, друга гра в серії Call of Duty. Була розроблена компанією Infinity Ward за допомогою Pi Studios. Видана компанією Activision 25 жовтня 2005 року для ПК і 22 листопада 2005 року для приставки Xbox 360. Сюжет гри заснований на подіях Другої світової війни і складається з трьох кампаній, де гравцеві дається можливість бути солдатом радянської, британської і американської армій. Call of Duty 2 стала дуже популярною грою під час представлення Xbox 360. Вона продалась накладом більш ніж 250 тисяч копій за перший тиждень після релізу.

### Call of Duty 3
Call of Duty 3 — гра в жанрі шутер від першої особи, третя гра в серії Call of Duty. Продовжує тематику Другої світової війни, сюжет складається з чотирьох кампаній де гравцеві дається можливість побути солдатом в американській, британській, канадській і польській армії. Call of Duty 3 була видана для ігрових консолей сьомого покоління 7 листопада 2006. Розроблена студією Treyarch. Це перша гра серії, яка не була розроблена Infinity Ward. Єдина основна частина серії яка не вийшла на персональні комп'ютери(PC). Доступні версії для наступних платформ PlayStation 2, PlayStation 3, Wii, Xbox та Xbox 360.

### Call of Duty 4: Modern Warfare
Call of Duty 4: Modern Warfare — четверта гра в серії Call of Duty, перша гра у підсерії «Modern Warfare», події якої розвертаються не під час Другої Світової війни, а у сучасному світі. Гра розроблена компанією Infinity Ward та видана 5 листопада 2007 року. Гра була представлена для наступних платформ: Microsoft Windows, Nintendo DS, PlayStation 3 та Xbox 360. Версія для Mac OS X видана компанією Aspyr у вересні 2008. Станом на травень 2009 продажі Call of Duty 4: Modern Warfare склали 13 мільйонів копій.
Гра вперше має цілісну сюжетну лінію, яку продовжують два сиквели. Сюжет заснований на протистоянні Великої Британії та США з російськими ультранаціоналістами, які розпочали в Росії громадянську війну і союзними їм ісламськими терористами.

### Call of Duty: World at War
Call of Duty: World at War — шутер від першої особи, розроблений Treyarch і випущений Activision для MicrosoftWindows, Nintendo DS, PlayStation 2, PlayStation 3, Wii та Xbox 360. Сюжет гри знову повертається до подій Другої Світової Війни і починається з того місця, коли японські солдати захопили головного героя. Одиночна кампанія складається із двох сторін — одна з них американська, яка пропонує гравцеві повоювати з японськими солдатами на островах Тихого океану та друга радянська, яка пропонує повоювати з нацистами від Сталінграду до захоплення Рейхстагу в Берліні.

### Call of Duty: Modern Warfare 2
Call of Duty: Modern Warfare 2 — шоста гра в серії Call of Duty, друга гра у підсерії «Modern Warfare», розроблена Infinity Ward та видана 11 листопада 2009 року. Activision Blizzard анонсували гру 11 лютого 2009.
Сюжет гри є прямим продовженням подій гри Call of Duty 4: Modern Warfare і починається через п'ять років після закінчення історії у попередній грі. Одиночна кампанія пропонує гравцеві зіграти за декількох бійців спецназу і армійських частин. Дії гри розвертається на тлі війни між Росією і США, кампанія відбуваються в Росії, на засніженій військовій базі в горах Казахстану, в нетрях Бразилії, в Афганістані, в США і навіть на орбіті Землі.
У перший же день продажів було реалізовано понад 4 млн копій гри. Таким чином, вона встановила новий світовий добовий рекорд продажів і залишила позаду попереднього лідера — Grand Theft Auto IV.

### Call of Duty: Black Ops
Call of Duty: Black Ops — сьома гра в серії Call of Duty. Розроблена американською компанією Treyarch, видана Activision. Реліз відбувся 9 листопада 2010 року. По продажах гра обігнала колишнього лідера Call of Duty: Modern Warfare 2. Цього разу дії гри відбуваються за часів холодної війни і є продовженням Call of Duty: World at War.

### Call of Duty: Modern Warfare 3
Call of Duty: Modern Warfare 3 — восьма гра в серії Call of Duty. Розроблена американською компанією Infinity Ward спільно з студією Sledgehammer Games, за допомогою студії Raven Software (займалась невеликими доробками у меню та у самій грі). Видавцем гри виступила Activision. Реліз відбувся 8 листопада 2011 року. Третій рік поспіль гра встановлює світовий рекорд продажів, обігнавши показники Call of Duty: Black Ops. Гра продовжує історію з того моменту, на якому вона закінчилася в Call of Duty: Modern Warfare 2 і завершує сюжетну лінію з Російсько-американською війною.
Гра отримала дуже позитивні відгуки критиків. Загальний рейтинг гри на сайті Metacritic склав 95 зі 100 можливих.

### Call of Duty: Black Ops II
Call of Duty: Black Ops II — мультиплатформенна відеогра в жанрі тривимірного шутера від першої особи. Є дев'ятою грою в серії Call of Duty і прямим сиквелом Call of Duty: Black Ops. Видається компанією Activision. Розробляється американською студією Treyarch, версія для PlayStation Vita ведеться студією Nihilistic Studios[1]. Офіційний анонс гри — 1 травня 2012 року[2], реліз відбувся 13 листопада 2012 року. В одиночній кампанії дії відбуваються в двох часових відрізках — в недалекому майбутньому(2025—2026 роках) і за часів Холодної війни(1986—1989 роках). Вперше в серії Call of Duty гравець може впливати на події в сюжеті і на кінцівку самої ігри.

### Call of Duty: Ghosts
Call of Duty: Ghosts — кросплатформенна відеогра в жанрі тривимірного шутера від першої особи. Десята за рахунком з серії ігор Call of Duty, що розроблена компанією Infinity Ward за сприяння Raven Software і Neversoft, і видана Activision для платформ PC, PS3, Xbox 360, PS4, Xbox One і Wii U. Вийшла 5 листопада 2013.
По сюжету світ наближений до Постапокаліпсіс, що є новинкою в серії. Згідно з сюжетом якийсь хакер зламавши космічну станцію «О. Д. І. Н.» завдав ракетного удару по головних містах Америки. Саме тоді гравець знайомиться з головними героями, Хешем і Логаном — двома братами з Каліфорнії, які виросли в ці жахливі роки. Дії гри розгортаються в 2023 році.

### Call of Duty: Advanced Warfare
Call of Duty: Advanced Warfare — мультиплатформенна відеогра в жанрі військово-фантастичного тривимірного шутера від першої особи, розроблена студією Sledgehammer Games за участю High Moon Studios і Raven Software і видана Activision. Є одинадцятою за рахунком грою в серії Call of Duty. Анонс гри відбувся 1 травня 2014 року. Вийшла гра 3 листопада 2014 року на PC, Xbox 360, PlayStation 3, Xbox One і PlayStation 4. Сюжет гри відбувається в майбутньому, а саме в 2054 році. Запуск Advanced Warfare став найбільшим запуском індустрії розваг в 2014 році і одним з найбільших в історії. Головного антагоніста Джоната Айронса зіграв відомий актор Кевін Спейсі.

### Call of Duty: Black Ops III
Call of Duty: Black Ops III — дванадцята гра в серії Call of Duty. Вийшла 6 листопада 2015. Розроблена американською студією Treyarch. Видана компанією Activision.Дія Call of Duty: Black Ops III відбувається в 2065, через 40 років після подій Black Ops II; тим не менш, Black Ops III не є прямим продовженням попередніх ігор, обмежуючись лише загальною ідеєю і посиланнями в рамках сетинґу. Одиночна кампанія розроблена c підтримкою можливості кооперативного проходження, що дозволило задіяти більш широкий і відкритий дизайн рівнів.

### Call of Duty: Infinite Warfare
Call of Duty: Infinite Warfare — тринадцята частина серії у дусі Sci-Fi розроблений американською компанією Infinity Ward і виданий компанією Activision. Гра вийшла 4 листопада 2016 року. Сюжет гри розгортається в 2180 році. В грі присутні місії на нашій планеті Земля, в космосі то на інших планетах, супутниках нашої Сонячної системи, гра у плані місій не є лінійною, гравцеві дається можливість пройти ще додаткові місії, які присутні у грі. Infinite Warfare є дуже атмосферною грою із захопливим сюжетом.

### Call of Duty: World War II
Call of Duty: World War II — чотирнадцята частина серії від компанії Sledgehammer Games. Видана компанією Activision. Реліз відбувся 3 листопада 2017. Сюжет гри за довгий час повертається в роки Другої Світової Війни, а саме в 1944—1945 роки на європейському театрі військового конфлікту, в той час, коли союзні війська почали збирати сили на свій марш в Німеччині. Кампанія охопить бойові дії в окупованих містах Франції, Бельгії та Німеччини. В одиночній кампанії належить грати за солдата 1-ї піхотної дивізії: Рональда Деніелс, якого більшу частину часу буде супроводжувати брат по зброї Роберт Цуссман.

### Call of Duty: Black Ops IIII
Call of Duty: Black Ops IIII — п'ятнадцята частина серії розроблена компанією Treyarch. Видана Activision. Вихід ігри відбувся 12 жовтня 2018 року. На відміну від попередніх ігор в серії, Call of Duty: Black Ops 4 є першою грою в якій немає традиційної сюжетної кампанії і містить тільки режим багатокористувацької гри, зомбі-режим і режим королівської битви під назвою Blackout.

### Call of Duty: Modern Warfare
Call of Duty: Modern Warfare — шістнадцята основна гра в серії Call of Duty, а також є «м'яким перезапуском» підсерії Modern Warfare. Реліз відбувся 25 жовтня 2019 року для Microsoft Windows, PlayStation 4 і Xbox One. Розроблена компанією Infinity Ward, випущена Activision. Гра є в реалістичному і сучасному сетинґу. Вперше в історії франшизи, Call of Duty: Modern Warfare підтримує кросплатформовий мультиплеєр. Сюжет Modern Warfare буде «повною тривожних, реалістичних та емоційних моментів», порівнюючи її з тематичними елементами суперечливої місії «No Russian» з "Call of Duty: Modern Warfare 2. Сюжет міститиме уніфіковану розповідь у режимах кампанії, кооперативу та кількох гравців.

### Call of Duty: Black Ops Cold War
Call of Duty: Black Ops Cold War — сімнадцята основна гра в серії Call of Duty, розроблена компанією Treyarch, випущена Activision. Гра є прямим продовженням Call of Duty: Black Ops. Реліз гри відбувся 13 листопада 2020 на платформах PC, Xbox One, PlayStation 4, PlayStation 5, Xbox Series. Основні дії гри відбуваються на початку 1980-х років, між подіями Black Ops і Black Ops 2. Також деякі епізоди гри будуть відбуватися в 1968 році, під час війни у В'єтнамі. Події гри розгортаються по всьому світу: в Північній і Південній Америці, Азії, Туреччини, В'єтнамі, СРСР, Східному Берліні. У грі присутні декілька кінцівок, деякі з них ігнорують сюжет Black Ops 2, вперше в серії Call of Duty є вибір ведення діалогу з персонажами.

## Відгалуження

### Call of Duty: United Offensive
Call of Duty: United Offensive — комп'ютерна гра, доповнення (аддон) до гри Call of Duty. Гра була розроблена компанією Treyarch спільно з Gray Matter Interactive і видана компанією Activision 3 березня 2005 року. Виданням в Україні та Росії займалась компанія 1С. Оскільки United Offensive є доповненням, це означає, що для її установки потрібна вже встановлена гра Call of Duty.
У грі присутні 13 нових одиночних місій — операція в Арденнах, вилазка у складі диверсійного підрозділу на Сицилію, бій на центральній площі Харкова, авіаналіт на Роттердам.

### Call of Duty: Roads to Victory
Відгалуження серії для консолі PlayStation Portable, також присвячене Другій світовій війні.

### Call of Duty: Finest Hour
Відгалуження серії для консолей Nintendo Game Cube, PlayStation 2 та Xbox. Версії для PlayStation 2 та Xbox підтримують багатокористувацьку гру для 32 гравців.

### Call of Duty 2: Big Red One
Відгалуження Call of Duty 2 для консолей. Nintendo Game Cube, PlayStation 2 та Xbox.

### Call of Duty — World at War Final Fronts
Відгалуження Call of Duty: World at War для консолі PlayStation 2

### Call of Duty: Modern Warfare: Mobilized
Call of Duty: Modern Warfare: Mobilized — гра серії для Nintendo DS. Розробником виступила компанія n-Space. Гра заснована на тих же подіях, що і основна гра, проте описує іншу історію та має інших головних героїв.

### Call of Duty: World at War — Zombies
Call of Duty: World at War: Zombies — шутер від першої особи розроблений Ideaworks Game Studio та виданий Activision для iPhone OS. Гра є спін-оффом серії Call of Duty.

### Call of Duty: The War Collection
Call of Duty: The War Collection — збірка, до складу якої входять Call of Duty 2, Call of Duty 3 та Call of Duty: World at War. Видана для Xbox 360.

## Call of Duty Endowment
Call of Duty Endowment (CODE) — некомерційна організація, яка займається питаннями працевлаштування ветеранів американської армії. Загально сума, яка була надана різним ветеранським організація становить $1 млн. Перша пожертва у $125 000 була надана організації Paralyzed Veterans of America.
30 березня 2010 року CODE надала 3 000 копій гри Call of Duty: Modern Warfare 2 вартістю $180 000 американській армії. Копії були розповсюджені на більше ніж 300 військових кораблях та підводних човнах, а також у інших військових установах.